# Fornvästnordiska
Fornvästnordiska, även norrönatunga eller norrönaspråket (se norröna), kallas den dialekt av fornnordiska som ligger som grund för färöiska, isländska och norska samt de utdöda språken grönländsk nordiska och norn etc. Begreppet brukas även som en gemensam benämning för de tidigmedeltida dialekter som följde: fornfäröiska, fornisländska och fornnorska (runnorska, äldre fornnorska).
Språket talades från cirka 600-talet fram till runt 1000-talet när det kan särskiljas i fornisländska och fornnorska. Dessa var de två fornspråken i den västra delen av Norden och användes fram till reformationstiden.

## Beskrivning och historik
Belägg för en särskild fornvästnordiska jämte en fornöstnordiska finns redan på 600-talet, då snarare urvästnordiska jämte uröstnordiska. Vid denna tid var Färöarna och Island ännu ej bosatt av nordmän och fornvästnordiskan var således främst begränsad till Norge och dess andra kolonier. Först under andra halvan av 800-talet bosätts Färöarna och Island av nordmän. Språket motsvarar i princip dagens färöiska och isländska skriftspråk. Det har en omfattande litteratur (se fornvästnordisk litteratur).
Fornvästnordiska skilde sig från fornöstnordiskan framförallt genom bevarandet av de fornnordiska diftongerna. Användningen av diftongerna upphörde i östra Norden i slutet av 900-talet och i början av 1000-talet. På Gotland, Åland, i bondska, limamål och i Österbottens svenskbygder bevarades de dock helt. Skillnaderna var i övrigt inte särskilt stora. Vissa ord skiljer sig betydande, såsom pronomen 'jag' (danska: jeg, bokmål: jeg), vilken var iak (/jak, jagh/) på fornöstnordiska men ek (/ek/) på fornvästnordiska (jämför isländska: ég, norska: eg). I östra Norge talades en dialektform som kan sägas utgöra en blandning mellan fornvästnordiska och fornöstnordiska element.
Mer om skillnaderna mellan västnordiska och östnordiska språk och mellan nordiska språk och andra germanska språk finns i artiklarna nordiska språk, västnordiska språk och östnordiska språk.
Separering till fornfäröiska, fornisländska och fornnorska kan först göras under 1000-talet. Fornnorska indelas i äldre fornnorska (gammelnorsk), vilket talades fram till mitten av 1300-talet, och yngre fornnorska (mellomnorsk), vilka talades till mitten av 1500-talet. Gränsen för fornisländska och modern isländska kan dras omkring 1540. Skiftet från fornfäröiska och ”nyfäröiska” är dåligt belagt och dagens skriftspråk är utvecklat under 1800-talets slut.